# 双簧
双簧为一种民间艺术，源于北京的一种曲艺名字，由前面的一个演员表演动作，藏在后面的一个人或说或唱，互相配合，好像前面的演员在自演自唱一样。“双簧”作为一种节目，出现于清朝末年，据说是由慈禧太后定名的。如今，双簧仍然活动在艺术舞台中，多用于相声。此外，在双簧前，演员一般需要穿上大褂等服饰，在前面的演员需要梳理一个向上的辫子。